# Censimento nazionale delle edizioni italiane del XVI secolo
Il Censimento nazionale delle edizioni italiane del XVI secolo (EDIT16), promosso dal Ministero dei beni e delle attività culturali e del turismo e coordinato dall’Istituto centrale per il catalogo unico delle biblioteche italiane e per le informazioni bibliografiche (ICCU), ha come scopo la documentazione della produzione a stampa dal 1501 al 1600 in Italia e quella in lingua italiana in altri paesi.
L’area di intervento è indicata come censimento di edizioni, ma, in presenza di varianti di rilevanza editoriale quali le emissioni, la descrizione di un'edizione viene articolata in più notizie bibliografiche.
Al progetto partecipano circa 1600 biblioteche di varia appartenenza – statali, di enti locali, universitarie, di istituti culturali, ecclesiastiche, private ed extraterritoriali (San Marino, Città del Vaticano) – che in stretta collaborazione con l'ICCU, responsabile del progetto, contribuiscono in vario modo alla sua realizzazione. Sono particolarmente rilevanti le adesioni della Biblioteca apostolica vaticana e, dal 2017, della British Library, che già in precedenza aveva collaborato al progetto; quest'ultima è un segno dell’espansione della ricognizione oltre i confini nazionali e del crescente coinvolgimento di istituzioni straniere.

## Storia
Il progetto del Censimento nazionale delle edizioni italiane del XVI secolo, presentato alla comunità bibliotecaria a Roma nel settembre 1981, avvia la bibliografia nazionale retrospettiva riproponendo l’obiettivo che, negli anni Cinquanta, aveva ispirato l’istituzione del Centro nazionale per il catalogo unico. Per attuare questa bibliografia nazionale retrospettiva si scelse la forma del censimento articolata per secoli, a partire dal XVI secolo, in prosecuzione dell'Indice generale degli incunaboli (IGI) appena concluso, poiché si ritenne preliminare una ricognizione del patrimonio antico esistente nelle biblioteche italiane.
L’iniziativa, che si è avvalsa della consulenza di storici del libro e bibliografi, si è attuata agli inizi degli anni Ottanta in stretta collaborazione con le università e le amministrazioni regionali e locali. In quegli anni l’ICCU – in ottemperanza all’articolo 15 del D.P.R. 3 dicembre 1975 n. 805, che ne definiva le competenze in materia di catalogazione e documentazione del patrimonio librario conservato nelle biblioteche pubbliche – si impegnò nella valorizzazione del materiale antico e manoscritto e promosse la creazione di una infrastruttura nazionale al servizio delle biblioteche concepita per il trattamento del solo materiale moderno (il Servizio bibliotecario nazionale, SBN): questa strategia, elaborata dalla direttrice Angela Vinay, intendeva ricondurre iniziative bibliografiche singole e locali nel contesto di progetti di rilevanza nazionale.
La realizzazione del Censimento ha richiesto un piano programmatico per far fronte a una serie di problematiche riguardanti l’economia nell’organizzazione del lavoro, l’individuazione delle biblioteche e il loro coinvolgimento, l’utilizzazione dell’imponente massa di repertori sulla stampa del Cinquecento, il livello di descrizione e la soluzione informatica da adottare. L’intento era quello di produrre un catalogo collettivo tradizionale destinato alla pubblicazione, puntando al coinvolgimento del maggior numero possibile di biblioteche, in modo particolare di quelle minori, e alla documentazione del maggior numero di dati.
Il catalogo a stampa vide la luce, nell’ordine dell’alfabeto, a partire dal 1985; la serie editoriale de Le edizioni italiane del XVI secolo, affidata alla cura scientifica del Laboratorio per la bibliografia retrospettiva, ha prodotto i primi sei volumi dalla lettera “A” del 1985, alle lettere “E-F” del 2007.
Sollecitando le biblioteche a ispezionare, verificare e catalogare i fondi antichi, il Censimento ha favorito un nuovo impulso alla catalogazione su scala nazionale. Al fine di valorizzare dei fondi storici nasce, dal 1994, l’esigenza di istituire una base dati Libro antico in SBN, provvista di apposite funzionalità di catalogazione e di ricerca. L’ICCU, in quanto referente scientifico e coordinatore del progetto, ha esplicato la sua attività sia nell'ambito della normativa catalografica sia soprattutto nella raccolta centralizzata del materiale bibliografico, nell’elaborazione dei dati e nella definizione di voci di autorità e di responsabilità intellettuali e materiali.

## Base dati
Dal marzo del 2000 il progetto ha messo online una base dati specialistica che ha riscosso l’apprezzamento di studiosi e bibliotecari.
Progettata nel 1997 per utilizzare al meglio la notevole quantità di materiale bibliografico raccolto negli anni, la base dati EDIT16 si configura attualmente, oltre che come strumento di indagine bibliografica e archivio di riferimento per le voci di autorità, come mappa organica delle collezioni librarie. La sua caratteristica è quella di disporre di una pluralità di archivi legati tra loro che, pur assicurando la gestione integrata dei dati e la loro coerenza formale, mantengono la propria fisionomia ed autonomia sia per l’informazione sia per la ricerca: all’archivio titoli, riservato alle descrizioni delle edizioni e relative localizzazioni, si affiancano archivi collaterali destinati a voci di autorità (autori, tipografi/editori, marche tipografiche), a fonti bibliografiche tradizionali ed elettroniche (bibliografia) e a dati di carattere amministrativo (biblioteche).
Nel 2007 EDIT16 ha allargato il proprio campo d’indagine alle dediche con la realizzazione di un archivio apposito, unendo alle immagini i dati relativi alla loro descrizione. L’archivio consente da una parte di assicurare lo studio autonomo e comparato delle dediche nei vari aspetti testuale/figurativo e grafico/tipografico, dall’altra di fornire un ulteriore accesso ai titoli arricchendo la rete di relazioni interne alla base dati. Il ricorso usuale alla dedica nell’ambito del Censimento ha favorito l’iniziativa rimarcandone l’importanza sotto il duplice aspetto, di fonte di informazione e di strumento di comunicazione e di patronage
La completezza informativa si manifesta anche attraverso l’interazione con altre banche dati simili per caratteristiche e finalità – quali Incunabula Short Title Catalogue (ISTC) e Verzeichnis der im deutschen Sprachbereich erschienenen Drucke des 16. Jahrhunderts (VD 16) – favorendo una lettura più immediata di informazioni diverse pur se complementari, tramite collegamenti dalla descrizione. Nel 2008 la base dati inoltre contiene più di 71.900 riproduzioni riconducili a frontespizi e colophon, che vanno a integrare all’incirca la metà delle descrizioni bibliografiche, nonché a marche tipografiche e a testi integrali di dediche, con l’aggiunta di carte preliminari o significative sotto il profilo bibliologico e bibliografico; apposite procedure permettono di mettere a confronto le immagini visualizzate; più di 15.200 collegamenti ipertestuali alla versione digitale degli esemplari di varie istituzioni italiane e straniere correlano la descrizione bibliografica.
L’introduzione di due procedure via web consente alle biblioteche una forma più diretta di partecipazione per segnalare esemplari ed a tutti gli utenti la possibilità di interagire con EDIT16 per trasmettere via e-mail segnalazioni e suggerimenti.
Nel maggio 2020 la base dati registra: oltre 68.800 notizie bibliografiche, corredate da oltre 535.000 localizzazioni che designano la biblioteca di appartenenza; oltre 1.440 descrizioni di dediche; oltre 25.680 voci di autorità relative ad autori, nelle forme accettate e varianti; oltre 5.700 voci di autorità relative a tipografi/editori/librai, nelle forme accettate e varianti; oltre 2.600 descrizioni di marche tipografiche/editoriali; oltre 540 luoghi di stampa, nelle forme accettate e varianti; oltre 3.100 fonti bibliografiche, nel duplice ruolo di fonte di notizie e di localizzazioni e di riferimenti bibliografici per tutte le tipologie di notizie, bibliografiche e di autorità.